# Thomas Rösser
Thomas Rösser (* 1973 in Marburg) ist ein deutscher Medienwissenschaftler, Drehbuchautor, Regisseur und Produzent.

## Leben
Rösser stammt aus der hessischen Universitätsstadt Marburg/Lahn und studierte an der Philipps-Universität Marburg Neuere deutsche Literatur und Medien. Seine Promotion legte er mit dem Titel „Bilder zum Hören. Eine Zusammenarbeit von Alfred Hitchcock mit dem Komponisten Bernard Herrmann“ 2013 bei Karl Prümm vor, in der alle Filme dieser Zusammenarbeit speziell im Hinblick auf die Filmmusik analysiert wurden. Rösser übte von 2005 bis 2011 Lehraufträge im Fachbereich Medienwissenschaft auf dem Gebiet Film und Filmmusik aus. Neben verschiedenen Kurzfilmen, Image- und Musikvideos produzierte er unter anderen den landesweiten Kinospot für die Kampagne „Gewalt, Sehen, Helfen“ in Kooperation mit der Universitätsstadt Marburg, der Philipps-Universität Marburg und dem Hessischen Innenministerium. In der Hauptrolle ist Marita Marschall zu sehen.

## Kinofilm Streiflicht
Noch während seiner Promotion produzierte Rösser mit finanziellen Eigenmitteln den Kinothriller Streiflicht, unter anderem besetzt mit Heike Ulrich und Tess Wiley. Nach über neun Jahren feierte der Debüt-Film erfolgreich Premiere am 10. November 2017 im Cineplex-Kino Marburg. Seitdem erfreut sich der Independent-Film, in dem es um ein mysteriöses Gemälde geht, wachsender Beliebtheit und wird weiterhin sowohl in Marburg (über 6 Wochen) als auch in anderen deutschen und europäischen Städten aufgeführt. Ein besonderes Augenmerk des Filmes ist seine klassische, auf Leitthemen basierende Filmmusik, die von dem Komponisten Markus Metzler (Muxmäuschenstill) erstellt und in 59 Einzelstücken mit einem Sinfonieorchester eingespielt wurde. Hierfür gewann der Film Bronze bei den European Independent Film Awards (THE EiFA). Streiflicht wurde in der Presse als Psychothriller à la Hitchcock betitelt. Des Weiteren wurde er bei europäischen Filmfestivals mehrfach nominiert (Wolves Independent International Film Awards 2016, Indie Film Festival 2016, The Monkey Bread Tree Film Awards 2016, Move Me Productions Festival 2016 sowie Semi-Finalist beim German United Film Festival 2018) und gewann den Spotlight Award bei den European Elevation Indie Film Awards 2017.
Zurzeit arbeitet Thomas Rösser am Drehbuch zu seinem zweiten Film, „Der Gelbe Ballon“.